# اچ‌ام‌اس کینگ‌فیشر (۱۸۷۹)
اچ‌ام‌اس کینگ‌فیشر (۱۸۷۹) (به انگلیسی: HMS Kingfisher (1879)) یک کشتی بود که طول آن ۱۷۰ فوت (۵۲ متر) بود. این کشتی در سال ۱۸۷۹ ساخته شد.